# 如宝
如宝（にょほう、生年不詳 - 弘仁6年1月7日（815年2月19日））は、奈良時代から平安時代にかけての律宗の渡来僧。胡国（西域か）の人で、鑑真の随員として日本を訪れた。鑑真死後に唐招提寺の長老となり、その発展に尽力した。安如宝ともいう。

## 生涯

### 出生から来日まで
『唐大和上東征伝』によれば胡国の人。「胡」は多くの場合西域を指すが、唐の人から異境の民を指す総称であるため、特定できない。後述のように彼は「安如宝」とも呼ばれており、「安」は俗姓とされる。このことから中央アジアのサマルカンド地方の安国（現在のブハラ。ソグド系の国）出身とする説、あるいは安息国（パルティア）出身の可能性を考慮する説がある。
生年も不明であるが、『招提千載伝記』には「居扶桑六十余年、齢迨八旬云」とあり、仮に80歳ちょうどで遷化したとすれば開元24年/天平8年（736年）の生まれとなる。
父母と「胡」から唐に渡ったか、「胡」出身の父母が唐に至って如宝を儲けたかは不明であるが、唐で幼少期を過ごしたと見られる。いつの頃よりか、楊州を中心に活動していた律宗の僧鑑真に師事するようになった。ここで「如宝」ないしは「安如宝」という法名で呼ばれるようになった。ただし唐では正規の僧ではなく、沙弥もしくは優婆塞であったろうとされる。
天宝12載（753年）、鑑真は6度目の日本渡航に挑んだ。如宝は随員に加わり、唐を離れた。

### 日本において
天平勝宝6年（754年）2月、鑑真と平城京に入った。同年4月、東大寺大仏殿前で盛大な受戒の儀が行われた際、如宝も受戒して正規の僧となり、僧籍は薬師寺に置かれた。
天平勝宝7歳（755年）より鑑真は東大寺戒壇院の北の唐禅院に住したが、天平宝字3年（759年）に唐禅院を弟子の法進に譲り、平城京右京の新田部親王旧邸地を与えられて戒院を興し、「唐律招提」の名を掲げた（のちの唐招提寺）。如宝もこの時、鑑真と東大寺を去った。天平宝字7年（763年）、鑑真は唐招提寺で没する。
鑑真が没するまでの如宝の所在ははっきりしない。『招提千載伝記』によれば、下野薬師寺にあり、鑑真の臨終に際して呼び寄せられたという。ただし「薬師寺僧」とあるのを下野薬師寺と誤認されたとして下野下向を否定する説もある。斉藤孝は、鑑真の側近くにあって平城京で帰依者を増やしていたのではないかとする。

### 唐招提寺造営

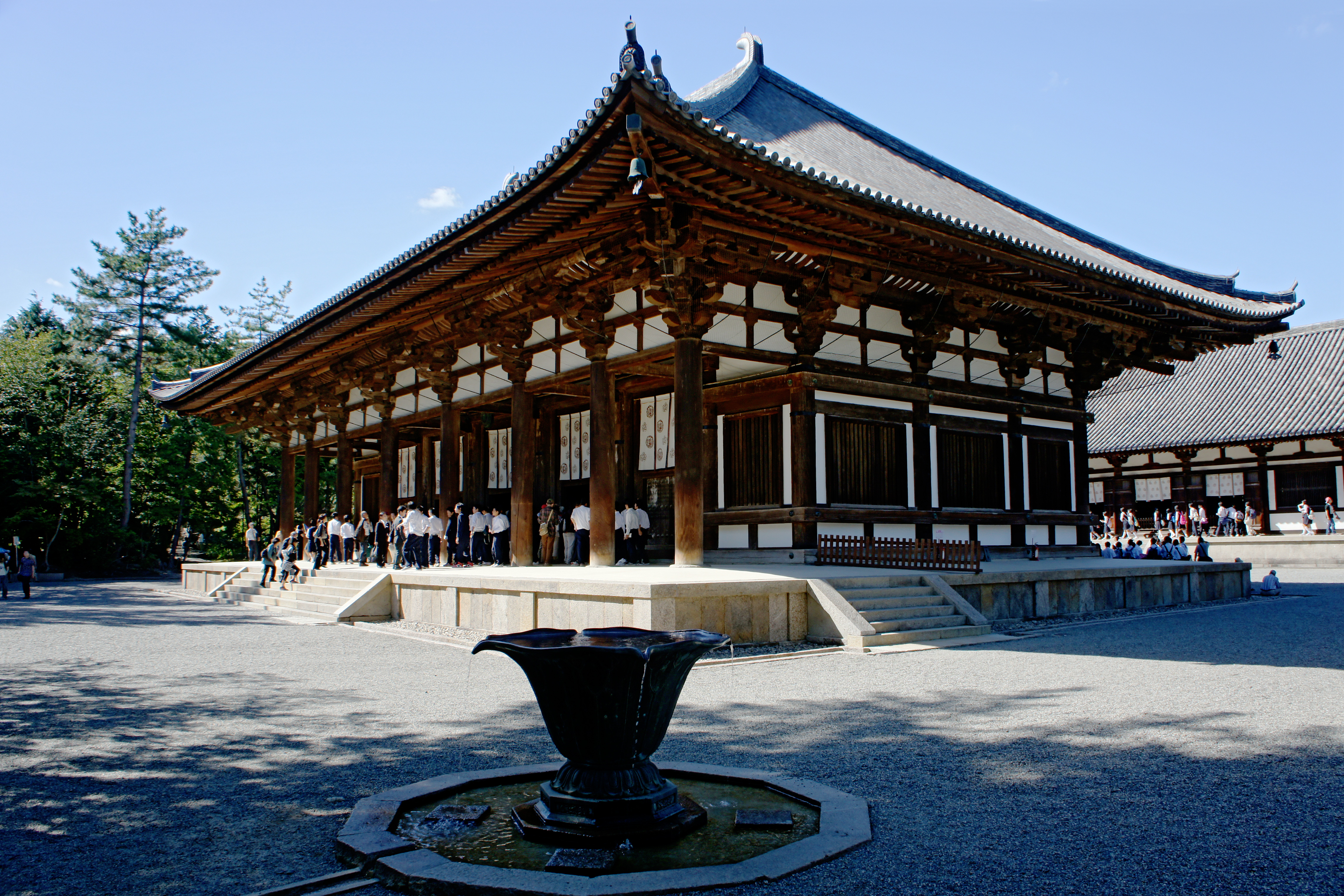
唐招提寺金堂は如宝のもとで造営された。

『招提寺建立縁起』には、如宝が鑑真の跡を継いで伽藍を造営したように描かれているが、『招提寺建立縁起』を編纂した豊安は如宝の弟子である点に注意が必要である。『三国仏法伝通縁起』『律苑僧宝伝』『招提千載伝記』では、如宝が鑑真より親しく寺を託されたと記すが、同時に義静・法載にも後事を託し、3人の協力によって経営が行われたとも記す。
如宝は、唐招提寺の外護者を獲得し、唐招提寺の伽藍を造営した。鑑真生前の唐招提寺は教学の研鑽に必要な講堂のみ（それも内裏の古材を譲り受けたもの）であり、現代見られる唐招提寺の伽藍は如宝によって整備されている。また、東大寺と唐招提寺の和解や、唐招提寺の官寺化に成功。律宗の高揚に尽力した。
延暦16年（797年）、律師に任じられる。延暦23年（804年）正月23日には「如宝言上」を提出、戒律道場としての唐招提寺の復興を求め、朝廷から封戸50戸を獲得している。大同元年（806年）、少僧都に任じられた。
弘仁6年（815年）正月7日没。唐招提寺は弟子の豊安に譲られた。「日本後紀」の卒伝によれば、戒律を厳守し、大国の風格があったという。

## 交友と影響
40歳ほど年少の空海とは親しい間柄であった。封戸50戸を得た際のお礼の表文を、空海が如宝に代わって執筆しており、これ以前より空海は唐招提寺と朝廷とを仲介する役割を果たしていたと見られる。
鑑真は一般に律宗の僧として知られるが、天台三部経（法華玄義・法華文句・摩訶止観）も将来しており、鑑真の教学は律と天台の二本柱からなっていた（このほか、禅の法門も伝えている）。如宝も律学の忠実な信奉者であり、律の弘通に身を捧げたが、のちには鑑真やその弟子ら共々天台学の広通者として評価されている。